# Ікатський хребет
53°52′24″ пн. ш. 110°58′26″ сх. д. / 53.873355° пн. ш. 110.973966° сх. д.
Іка́тський хребет — гірський хребет в Республікі Бурятія (Росія), на схід від озера Байкал. Середні висоти — 1800—2000 м, найбільша — 2573 м. Частина північно-західного схилу хребта знаходиться на території, що охороняється Джергинського заповідника.
Назва походить від двох однойменних річок Ікат (притока Гаргі і притока Витимкана), що точаться по протилежних схилах, по долинах яких проходить стара дорога з Баргузинської долини в Баунт.
Ікатський хребет простягнувся з південного заходу на північний схід на 320 км паралельно Байкальському рифту. Вододілний гребінь віддалений від північно-східного берега Байкалу на 110—130 км.
На північному сході, в витоках річки Котери (Котери), від хребта на північний схід відходить Південно-Муйський хребет; на півночі, в гирлі лівого припливу Котери, річки Няндоні, Ікатський хребет змикається з Північно-Муйським хребтом, на південному заході відокремлений від Голондинського хребта долиною верхньої течії річки Іни; на півдні вододілом рік Турки і Киджіміта з'єднується з хребтом Улан-Бургаси.
На захід від Ікатського хребта лежить велика Баргузинська долина. На західному схилі бере початок одна з найбільших річок, що впадають у Байкал,— Баргузин, а також його великі ліві притоки — Джирга, Гарга, Аргада та ін.
На сході хребта — міжгірські долини річок Котери, Верхнього Ципи (з верхніми притоками), Ципікана, і на заході Вітимського плоскогір'я Вітімкана і Киджіміта. Притоки цих великих рік східного макросхилу утворюють розгалужену систему відрогів.
Хребет складний головним чином метаморфічними сланцями і гранітами. Типові плоскі вершини. На нижній частині схилів — гірська лісостеп (на західному схилі до 800—900 м), вище — листянична тайга (на північних схилах до 1200 м, на південних —), ще вище — зарості кедрового стланіка і гірська тундра.

## Топографічні карти
- Аркуш карти N-49-XXII. Масштаб: 1 : 200 000. (рос.) Зазначити дату випуску/стану місцевості.
- Гори з Google Maps